# آرپهوو (نبراسکا)
آرپهوو(به انگلیسی: Arapahoe) شهری در ایالت نبراسکا کشور ایالات متحده آمریکا است که جمعیت آن در سرشماری سال ۲۰۱۰ میلادی، ۱٬۰۲۶ نفر بوده‌است.